# Boris Mitawski
Boris Mitawski (russisch Борис Митавский; * 12. August 1948 in Leningrad; eigentlich Boris Nikolajewitsch Iwanow) ist ein russischer Kunstmaler. Er war maßgeblich an Organisation und Durchführung der ersten in einer Privatwohnung veranstalteten Ausstellung russischer Künstler in  Leningrad beteiligt.

## Leben
Nach einem abgeschlossenen Studium zum Diplom-Chemiker studierte er Kunst an der Staatlichen Kunsthochschule für Malerei, Bildhauerei und Architektur I. Repin in Leningrad, der führenden Kunsthochschule des Landes.
Zusammen mit Sergei Kowalski und Wiktor Bogorad organisierte er 1973 die erste nichtamtliche Kunstausstellung Sankt Petersburgs, in der seine Werke auch erstmals der Öffentlichkeit präsentiert wurden. Die Ausstellung dieser inoffiziellen Künstlergruppe Inaki fand in einer nur 11 m² großen Wohnung im Baskow-Weg statt.
Im weiteren Verlauf seiner Künstlertätigkeit trat er als Mitbegründer der zweiten Welle der Nonkonformistischen Kunst der Sowjetunion in Erscheinung. 1978 entstand die Künstlergruppe Letopis (= Chronik), die Ausstellungen „in der Natur“ und in einer vernachlässigten Kirche veranstaltete. Eine 1981 stattfindende Ausstellung dieser Gruppe im Sankt Petersburger Jugendpalast endete in einem Skandal, als die Verwaltung den Kontakt zwischen den Künstlern und den Besuchern verbot und die Ausstellung drei Tage früher beendete. Im selben Jahr wurde von Boris Mitavski und Jaroslaw Suchow die Künstlergruppe Ostrow (Die Insel) gegründet.
Sein künstlerisches Schaffen beschränkte sich jedoch nicht nur auf Nonkonformismus, seine früheren Werke zeigen eine Reise durch nahezu alle Stilistiken der zeitgenössischen Kunst, unter anderem Abstraktionismus, Konstruktivismus, Expressionismus, Surrealismus sowie jegliche Formen der Graphik. Nebenbei arbeitete er einige Jahre als Industrie-Designer.

## Internationale Ausstellungen und Auktionen
- 1988: Teilnahme an der Versteigerung des New Yorker Auktionshauses Guernsey's: „Artwork of the Soviet Union“
- 1989: Gruppenausstellung Sankt Petersburger Künstler in Göttingen
- 1990: Teilnahme an der Versteigerung des Pariser Auktionshauses Drout: „Leningrad - Tradition et Perestroika“
- 1997: Einzelausstellung in Stadthagen
- 1998: Einzelausstellung in der LVA Hannover
- 1999: Teilnahme an der Ausstellung im Rahmen der russischen Kulturtage in Hannover: „Puschkin 1799 - 1999“
- 2003: Teilnahme an der Ausstellung im Rahmen der russischen Kulturtage in Berlin
- 2008: Teilnahme an der Ausstellung der Künstlergruppe Insel "20 Jahre danach" Sankt Petersburg